# Ulica Chmielna w Warszawie

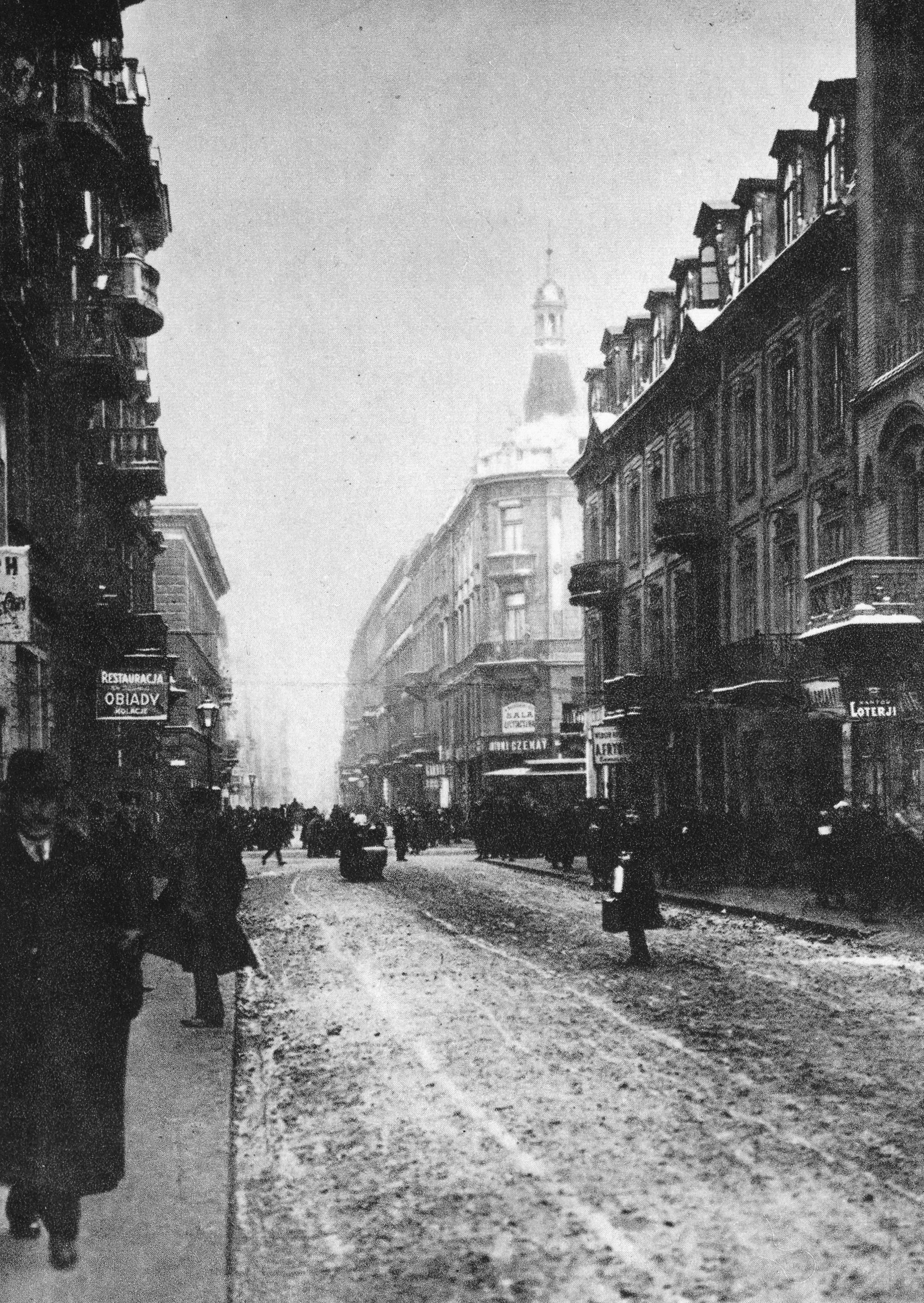
Ulica Chmielna przy Zielnej, widok w kierunku skrzyżowania z ul. Marszałkowską przed 1939

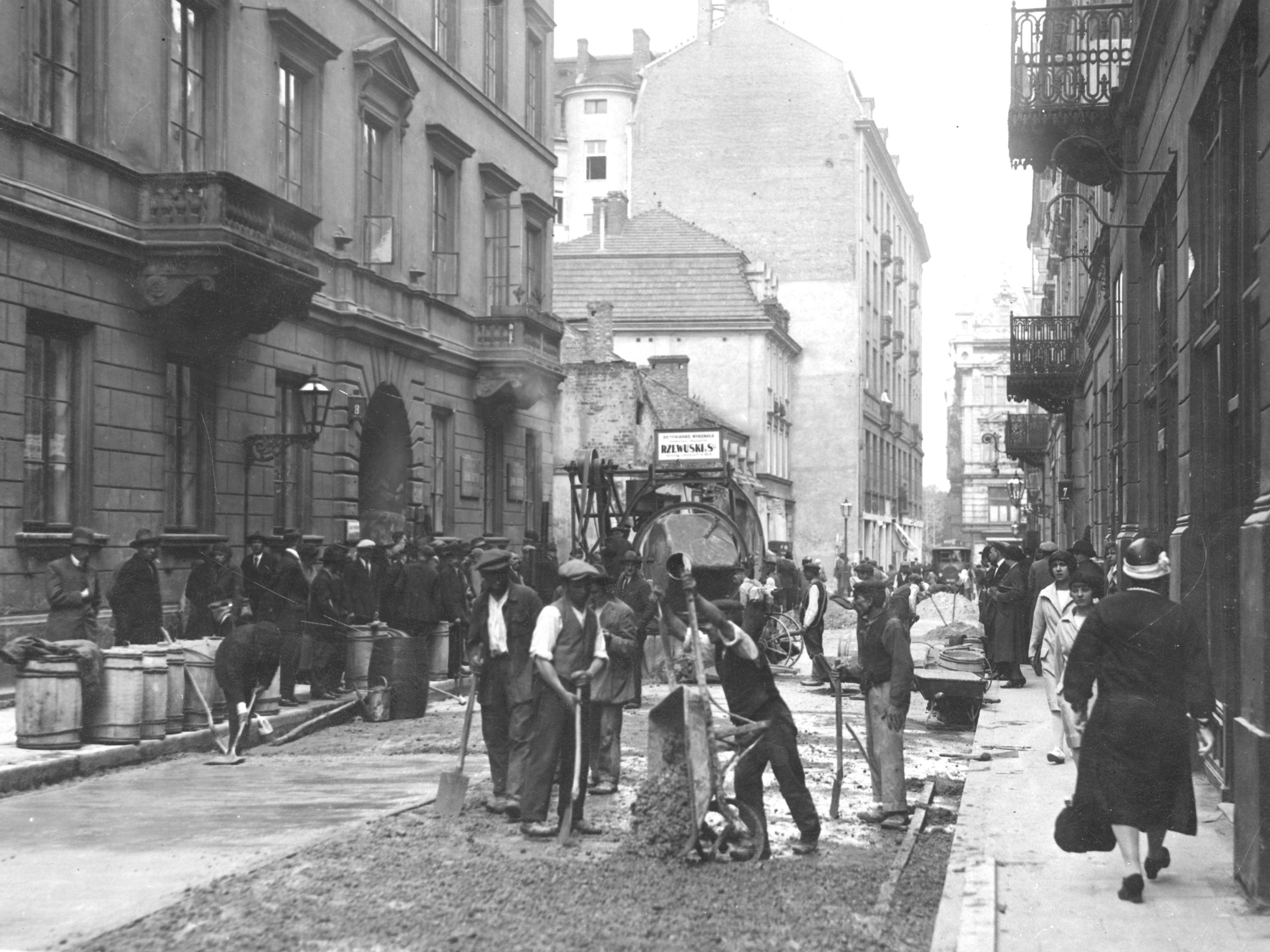
Asfaltowanie ulicy w okresie międzywojennym

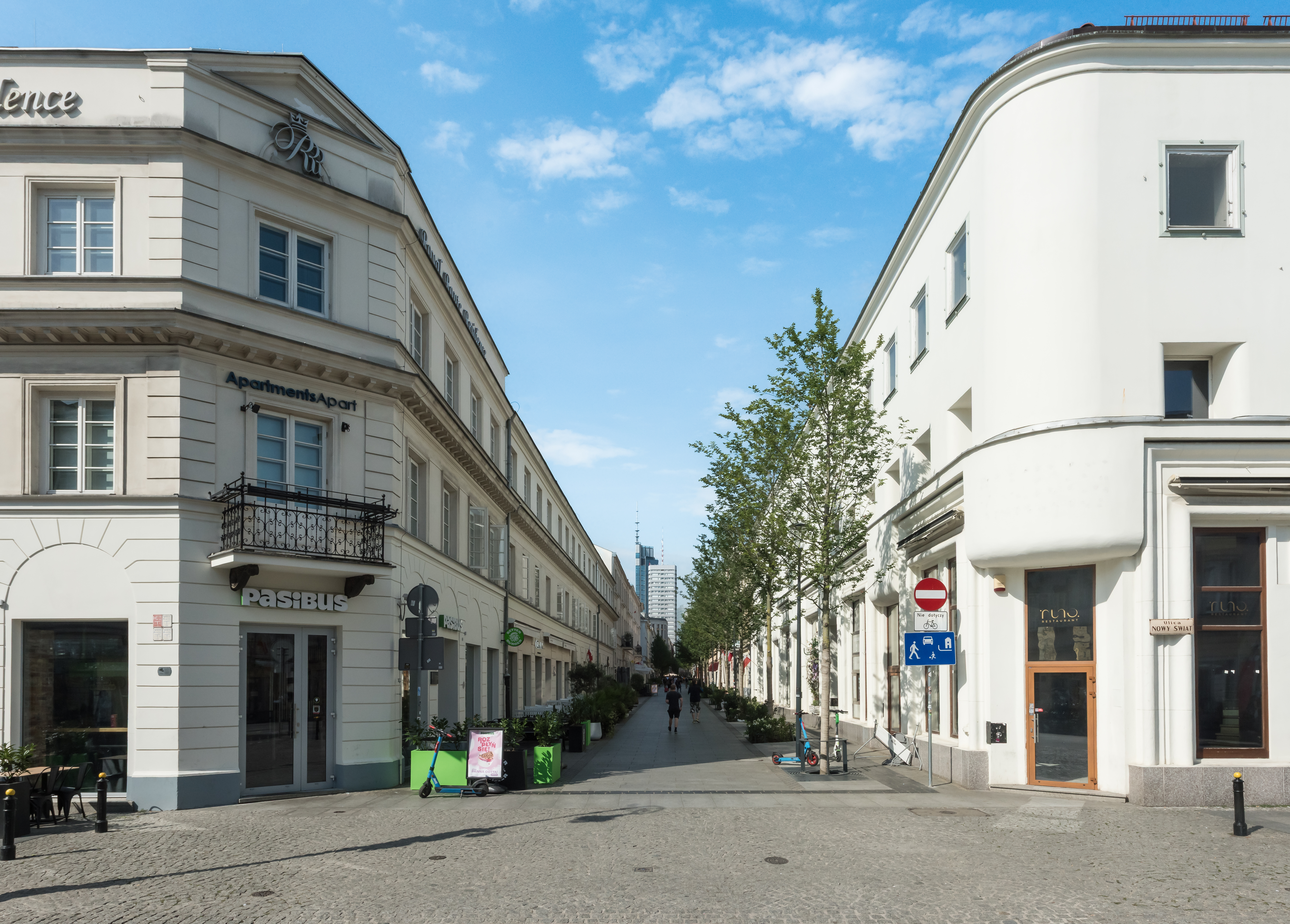
Ulica Chmielna przy ulicy Nowy Świat (2025)

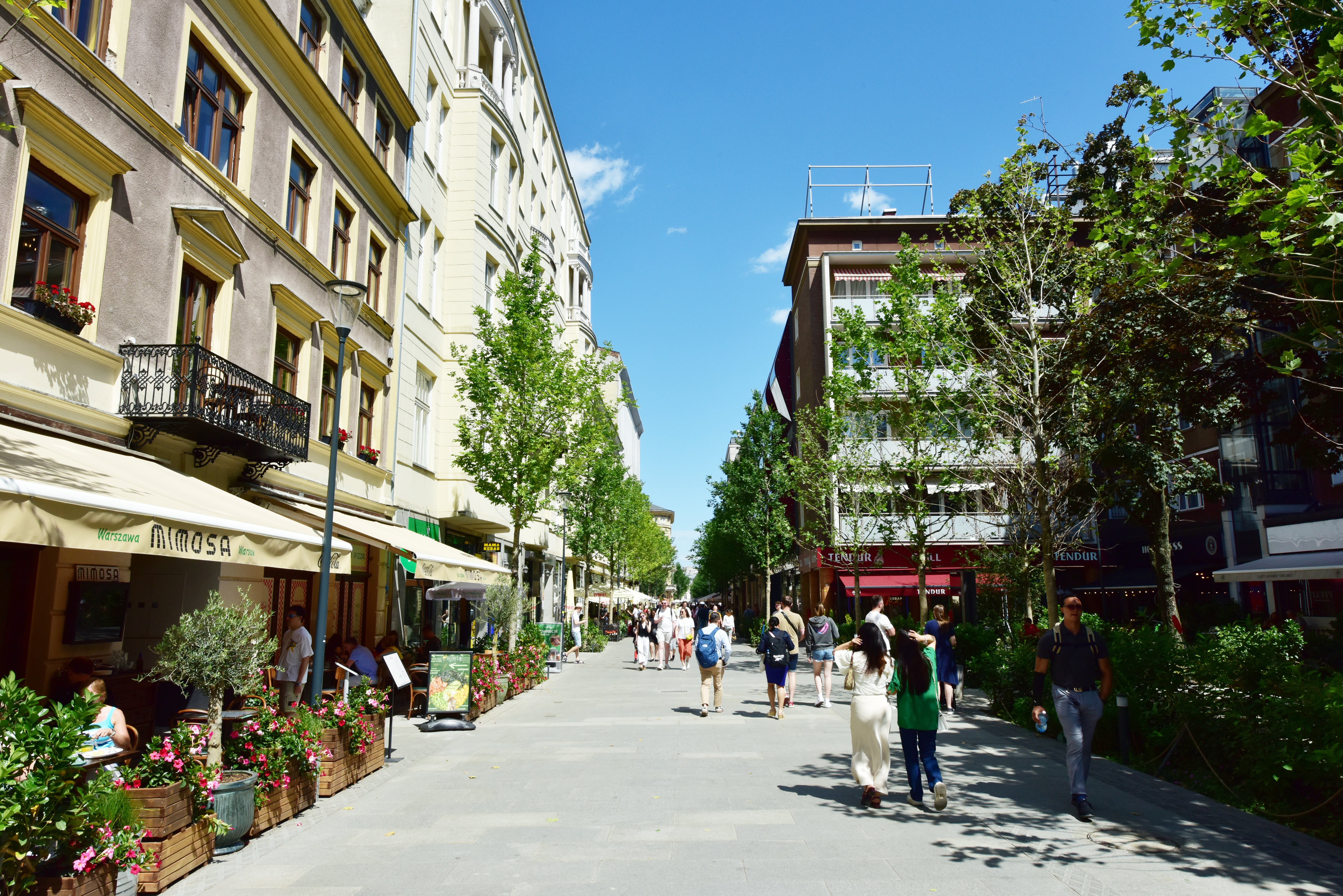
Ulica na odcinku między placem Pięciu Rogów a ulicą Nowy Świat (2025)

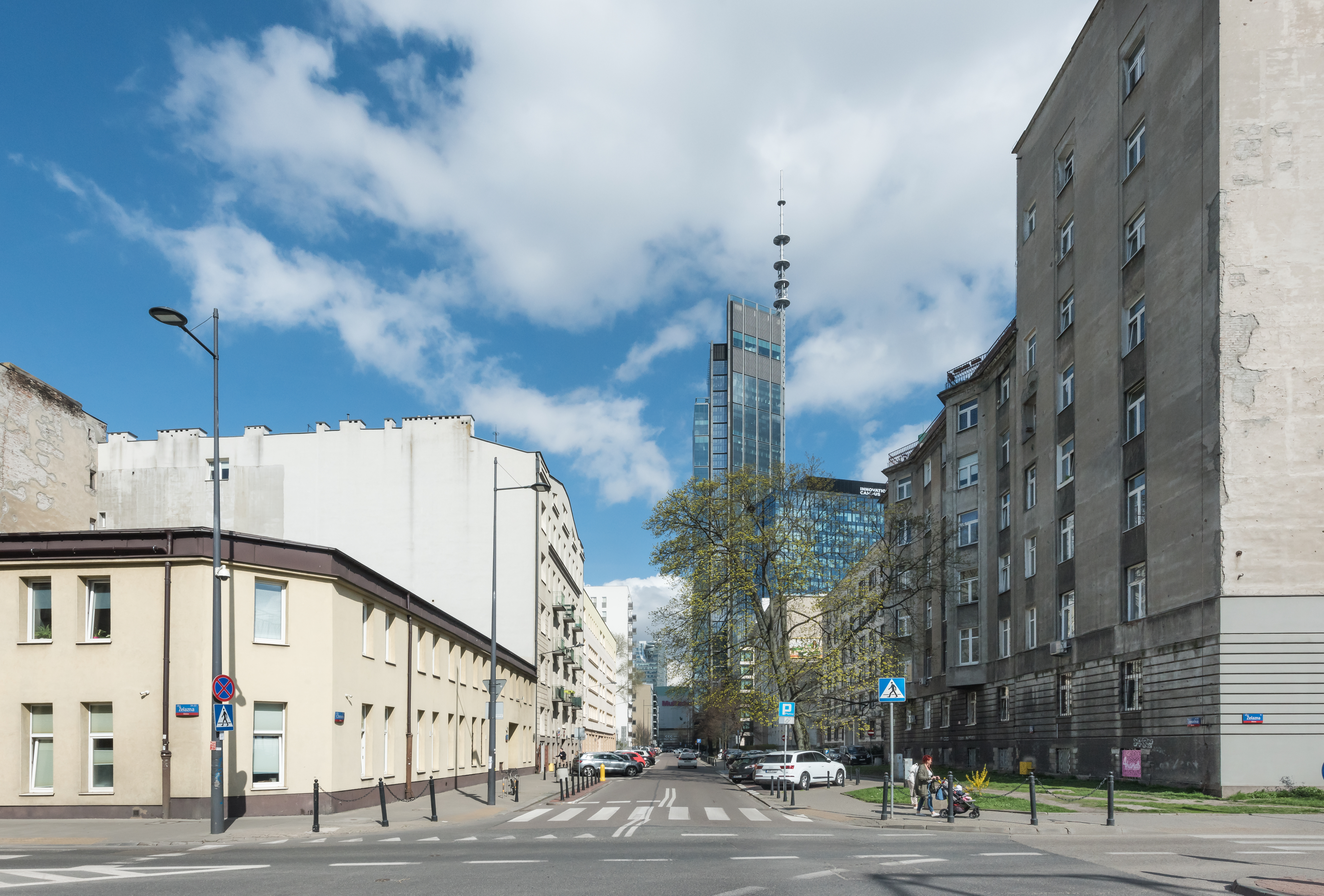
Ulica przy ulicy Żelaznej(2023)

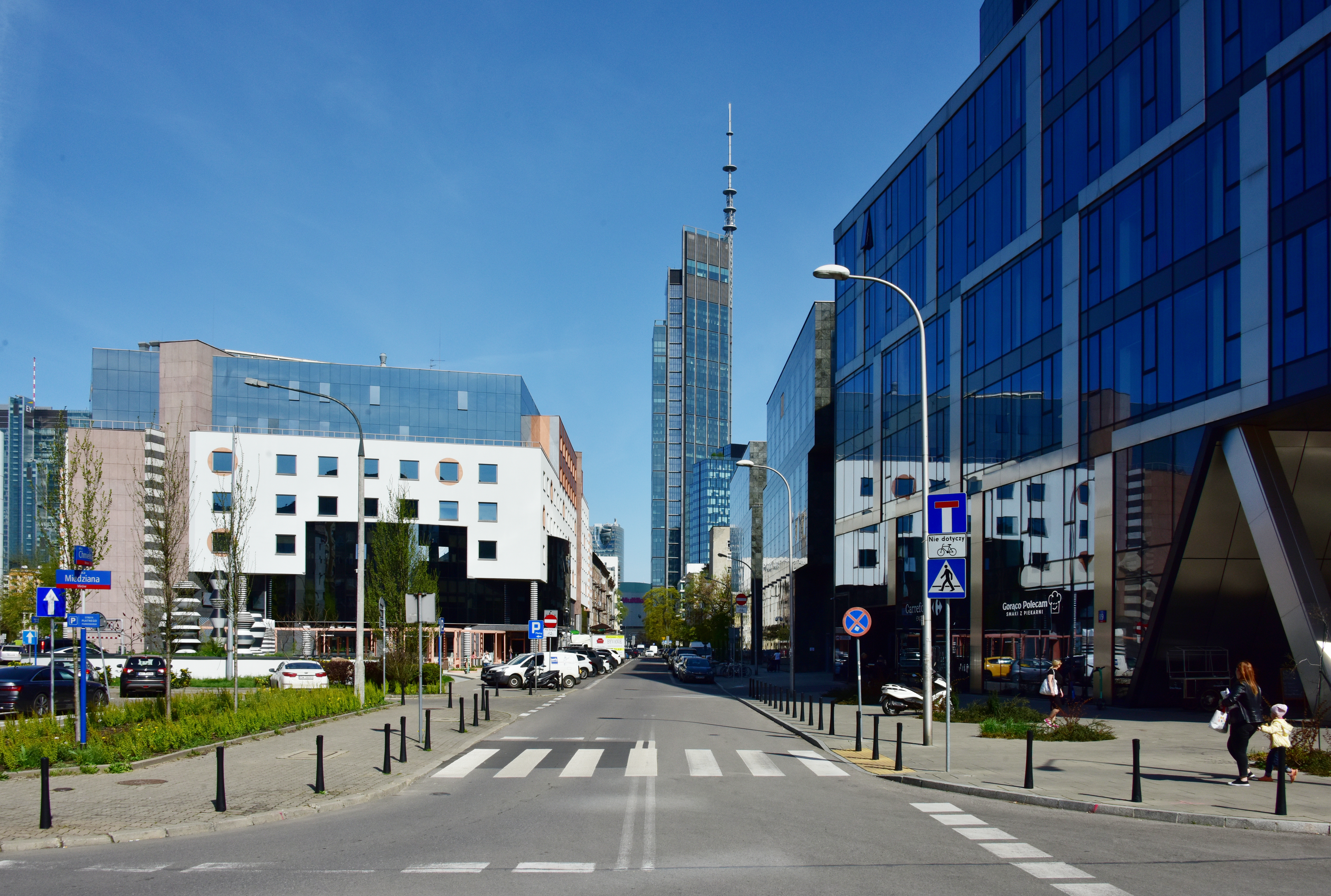
Ulica przy ulicy Miedzianej (2023)

Ulica Chmielna – ulica w dzielnicach Śródmieście i Wola w Warszawie.
Ulica składa się z dwóch niepołączonych ze odcinków. Pierwszy, śródmiejski, pełni rolę deptaka i biegnie od ul. Nowy Świat do pasażu „Wiecha”. Drugi znajduje się na Woli i biegnie od al. Jana Pawła II do ul. Miedzianej.

## Historia

### I Rzeczpospolita
Ulica Chmielna powstała jako droga narolna, rozdzielająca grunty augustianów i księży misjonarzy. Przed połową XVIII wieku istniała jako wąska uliczka na odcinku Nowy Świat – Szpitalna; dalszy odcinek w kierunku zachodnim przechodził w polną drogę. Już ówcześnie nazywano ją Chmielną. Nazwa została oficjalnie nadana w 1770. Pochodzi od należących pierwotnie do książąt mazowieckich gruntów Chmielnik, przez które biegła w kierunku wsi Wielka Wola. Nazwa wskazuje, że kiedyś musiał istnieć tutaj „chmielnik”, czyli ogród chmielny.
W 1770 geometra Maciej Deutsch uregulował wiele warszawskich ulic, w tym Chmielną; została ona wtedy przeprowadzona aż do linii późniejszej ulicy Miedzianej. Wzdłuż ulicy rozciągały się wtedy ogrody; przy końcowym odcinku ulicy działały dwie otoczone gliniankami cegielnie, zaś pierwsze, niewielkie domy murowane pojawiły się w 1792 u zbiegu z Marszałkowską. Domy drewniane stanowiły wtedy zwartą zabudowę tylko na środkowym odcinku parzystej pierzei ulicy, między Nowym Światem a ulicą Bracką; pod koniec XVIII wieku odcinek ten otrzymał brukowaną nawierzchnię.
W latach 1776–1782 pod nr. 19/25 w okolicy Brackiej powstał drewniany cyrk, zwany „Hecą” lub „Szczwalnią”. Był on areną walk zwierząt; na widowni tego cylindrycznego budynku mieściło się 3000 osób.

### Okres zaborów
Pierwsze większe budynki przy Chmielnej pojawiły się dopiero po 1825, przy początkowym odcinku ulicy wznosiły się już tylne zabudowania kamienic na Nowym Świecie. Po 1831 brak wolnych posesji przy Nowym Świecie ożywił ruch budowlany przy jego przecznicach, w tym Chmielnej; powstały tu wtedy pierwsze dzieła znanych architektów: Henryka Marconiego czy Andrzeja Gołońskiego, który zaprojektował w duchu angielskiego neogotyku willę radcy stanu Jana Mitkiewicza pod nr. 51. W późniejszym okresie mieściła ona komorę celną; o tej lokalizacji zdecydowała bliskość Kolei Warszawsko-Wiedeńskiej. Willa Mitkiewicza została rozebrana w związku z budową Dworca Głównego w latach trzydziestych XX wieku.
Jeszcze po 1860 Chmielna mimo znacznej długości była słabo zabudowana; sporo było jeszcze domów drewnianych. Najpowolniej rozwijał się jej końcowy odcinek zachodni, pomiędzy ul. Żelazną a ul. Twardą, mimo dogodnego usytuowania w sąsiedztwie dróg wylotowych. Dopiero po położeniu początkowych torów Kolei Warszawsko-Wiedeńskiej wartość niezabudowanych gruntów rolnych zaczęła szybko wzrastać i przyciągać zainteresowanie wykupujących je inwestorów i przedsiębiorców.
W latach 1868–1870 rozbudowało się zaplecze Dworca Głównego; ciekawy gmach magazynów towarowych zaprojektował Józef Dietrich. Do końca stulecia powstało tam wtedy dziewięć ceglanych budynków mieszczących magazyny i warsztaty, oraz trzykondygnacyjna parowozownia. Równolegle nieopodal wybudowano gmach Szkoły Technicznej Drogi Żelaznej Warszawsko-Wiedeńskiej; autorem projektu był Henryk Julian Gay, wykładający tam także po 1909 architekturę.
W 1874 spłonął cały kwartał drewnianej zabudowy między ulicami Zielną a Wielką. Po tym wydarzeniu w latach 1877–1884 powstało przy Chmielnej kilkadziesiąt kamienic, liczących po dwa i trzy piętra. Kilka domów nadbudowano o nowe kondygnacje; nowe oblicza nadbudowanych kamienic kształtowali wzięci architekci – Józef Huss i Józef Orłowski. 
Także w 1877 pod nr. 9 rozpoczął działalność „letni zakład gastronomiczny” Władysława Reinera. W ciasnym, drewnianym budynku działał teatrzyk „Belle Vue”, znany potem pod nazwami „Odeon” i „Fantazja”. Na początkowym odcinku ulicy nowa zabudowa powstała między Nowym Światem i Bracką; pod nr. 31 – znany „Hotel Royal”, pod nr. 33 Kazimierz Löwe zaprojektował kamienicę, której mury po 1946 wykorzystano do wybudowania pawilonu kina „Atlantic”. 
Po 1885 nowych inwestycji na Chmielnej było bardzo niewiele; głównie z racji braku wolnych działek. Wybudowany w tym okresie ciąg kamienic powstał za ul. Żelazną; ich fasady ozdobił obfity eklektyczny lub neobarokowy wystrój sztukatorski. Modny był też neogotyk i wykańczanie fasad cegłą licówką; także na Chmielnej stosowano rozmaite jej odcienie, od białej i żółtej po ciemnoczerwoną. Około 1908 r. ten odcinek ulicy był już całkowicie zabudowany murowanymi kamieniczkami powstającymi głównie przy wkładzie kapitału żydowskiego i z tego środowiska pochodziło gros ich właścicieli, jak Berkenwald, Hammerschlag, Margulies, Regelman czy Ruchla Dickstein. W tamtejszej branży usługowej przeważały drobne sklepiki i warsztaty rzemieślnicze w parterach kamienic. 
Około 1900 poza warsztatami kolejowymi działało niewiele zakładów produkcyjnych; kosmetyki produkowało Centralne Laboratorium Chemiczne, Laboratorium Hygieniczne pod nr. 17 wytwarzało kefir. Pod nr. 66 w 1911 powstały usytuowane na wewnętrznym dziedzińcu kamienicy zabudowania pierwszej w Polsce wytwórni płytowej Syrena Record Juliusza Fejgenbauma. Do 1939 firma wydała 14 tysięcy tytułów, zatrudniała także własną orkiestrę „Syrena Record” akompaniującą solistom. 
Od końca XIX wieku pod nr. 13 działała łaźnia „Diana”; wnętrza jej pokojów kąpielowych i sal rekreacyjnych wykończono z zastosowaniem najprzedniejszych ówcześnie okładzin ściennych i armatur. Budynek silnie zdewastowany w okresie PRL rozebrano w połowie lat dziewięćdziesiątych; dziś wznosi się tam biurowiec „Diana” mieszczący m.in. Instytut Goethego. Mimo że przy ulicy działały liczne sklepy z damską konfekcją, Chmielną do 1944 kojarzono z prostytucją; przedstawicielki „najstarszego zawodu świata” napotykało się tam na każdym kroku.
W 1900 na tyłach zabudowań na Chmielnej powstał tymczasowy dworzec przyjazdowy kolei; jego zasadniczą rolą miało być odciążenie zbyt ciasnego Dworca Warszawsko-Wiedeńskiego. Zaprojektowany przez Czesława Domaniewskiego gmach był parterową budowlą, wyróżniającą się czterołupinową kopułą dachu.
W latach 1904–1905 rozebrano dawny budynek teatrzyku „Belle Vue”; jako wybudowany z drewna nie okazał się zbyt trwały. Na jego miejscu powstał budynek mieszczący nowy teatr operetkowy „Jardin d'Hiver” od 1909 znanego jako kabaret i kinematograf „Aquarium”; na jego dużej widowni mogło zasiąść 1400 widzów. Po tym czasie do 1914 powstało na Chmielnej tylko pięć nowych domów; w dużej mierze cechował je zbytni monumentalizm i duże gabaryty. Wiele dawniejszych obiektów ówcześnie nadbudowano, dodając im nawet po kilka pięter. W 1911 rozpisano konkurs architektoniczny na koncept kaplicy Warszawskiego Towarzystwa Dobroczynności pod nr. 112/114; w realizacji zwycięskiego projektu Zdzisława Mączeńskiego przeszkodził wybuch I wojny światowej.

### Okres międzywojenny
Do 1939 przy ulicy kwitł handel odzieżą i konfekcją, działały również liczne były kawiarnie i restauracje, takie jak „Obywatelska” czy „Marysieńka”, oraz hotele (Grand Hotel Garni, hotel Litewski i hotel Hiszpański).
W okresie 1919–1920 kinematograf „Aquarium” przebudowano na kino o nazwie „Palladium”; scenę zastąpił ekran ujęty architektoniczną oprawą. Tuż przed wybuchem II wojny światowej kino zmieniło nazwę na „Bałtyk”; miało to tworzyć grę skojarzeń z nazwą innego otwartego w tym czasie kina – „Atlantic”.
Lata 1920–1921 przyniosły rozbudowę dworca Głównego. Miał on być obiektem tymczasowym, jednak twórcy gmachu – Maksymilian Bystydzieński i Tadeusz Zieliński – na miejscu dawnej willi Mitkiewicza zaprojektowali budynek o silnie przeszklonej fasadzie, nakryty krążynowym dachem.
W latach 1921–1927 w lokalu pod nr. 67/4, zakupionym przez Czesława Kasprzykowskiego, mieściło się pierwsze biuro Towarzystwa Strażnica w Polsce. Niedługo potem powstał wielki gmach Poczty Kolejowej pod nr. 73B; zdobiony wykuszami gmach wzniesiono u zbiegu z ulicą Żelazną według projektu Józefa Szanajcy.
Do wybuchu II wojny światowej przy ulicy powstały jeszcze dwie kamienice; budowy trzeciej (nr 120), rozpoczętej wiosną 1939 nie ukończono. Jej żelbetowy szkielet posłużył do wzniesienia w okresie powojennym nowego budynku, mieszczącego w okresie PRL Biuro Ewidencji Ludności, a współcześnie Zarząd Dróg Miejskich.
W zachodnim, mniej eleganckim odcinku ulicy znajdowała się popularna restauracja „Orłówka” (nr 124), znana z dobrej kuchni i przyzwoitego mieszczańskiego standardu usługi. Działała przez dłuższy czas również w okresie powojennym, choć już jako lokal o niższej kategorii, który z biegiem czasu w roli „knajpy monopolowej” upadł tak nisko, że ostatecznie uległ likwidacji z zamianą jego przeznaczenia na świetlicę nauczycielską.
Od 1921 przy ul. Chmielnej 9 funkcjonował tzw. Dom Związkowy Związku Zawodowego Maszynistów w Polsce, który prócz centrali związku mieścił m.in. bibliotekę związkową oraz kinoteatr Palace.

### II wojna światowa
Zabudowa ulicy ucierpiała w czasie obrony Warszawy we wrześniu 1939.
Po klęsce powstania warszawskiego w 1944 Niemcy spalili odcinek ulicy od ulicy Marszałkowskiej do ulicy Żelaznej.

### Okres PRL
Po wojnie w pobliżu skrzyżowania z ul. Marszałkowską powstał tymczasowy dworzec autobusowy PKS. 
Biuro Odbudowy Stolicy niemałe szkody wyrządziło także na Chmielnej: w ramach walki z tzw. prywatną inicjatywą od 1946 burzono całe kwartały i pojedyncze kamienice. Wyburzono też wiele obiektów zabezpieczonych, pokrytych nowym dachem i praktycznie nie uszkodzonych - w ten sposób bezceremonialnie pozbyto się kamienicy pod nr. 40, należącej przed wojną do niejakiego Borkowskiego. Ów wznoszący się u zbiegu z Marszałkowską dom wybudowano w 1884 według projektu Józefa Hussa; jego licowane kamieniem fasady ukształtowano wzorując się na renesansie florenckim czasu Medyceuszy.
W 1952 rozpoczęła się budowa Pałacu Kultury i Nauki (PKiN). W poprzedzającym ją okresie rozebrano całą wypaloną zabudowę Chmielnej, zaś samą ulicę rozerwano na dwa nie powiązane odcinki. Dawny zachodni fragment nosił wciąż miano Chmielnej. Wschodniemu odcinkowi, od ul. Nowy Świat do ul. Marszałkowskiej, nadano uchwałą Rady Narodowej m.st. Warszawy z dnia 28 września 1950 nazwę upamiętniającą Henryka Rutkowskiego, wokół którego propaganda PRL starała się stworzyć mit bohatera. Doprowadziło to do paradoksalnej sytuacji, gdy Orkiestra z Chmielnej, kontynuująca w swych piosenkach tradycję warszawskiej gwary i folkloru, grała na ulicy Rutkowskiego.
Równocześnie z budową Dworca Centralnego około 1972 rozpoczęto budowę wieżowca u zbiegu Chmielnej z ówczesną ul. Marchlewskiego (obecnie al. Jana Pawła II), ale prace wstrzymano po wykonaniu głębokich fundamentów. Cały odcinek Chmielnej do domu kolejowego przy ul. Chmielnej 73b pozostał niezabudowany i przez wiele lat służył jako płatny parking. 
Wraz z budową Dworca Centralnego rozebrano skrzydło gmachu Szkoły Technicznej Drogi Żelaznej Warszawsko-Wiedeńskiej.

### Okres po 1989
Na mocy uchwały Rady Dzielnicy-Gminy Warszawa-Śródmieście z dnia 6 listopada 1990 wschodni odcinek ulicy powrócił do dawnej nazwy i w ten sposób powstały dwa oddalone od siebie odcinki ulicy Chmielnej z zachowaną przedwojenną numeracją, przy czym numeracja odcinka zachodniego rozpoczyna się od 98. Nieistniejący odcinek ulicy upamiętnia tablica wmurowana w chodnik przed PKiN (od strony południowej).
W 2007 zakończono rozbiórkę odbudowanego po wojnie fragmentu Centralnego Dworca Pocztowego położonego przy ulicy Żelaznej, między Chmielną a al. Jerozolimskimi. Teren miano przeznaczyć pod nową siedzibę Poczty Polskiej. Plany budowy wieżowca uznano jednak za nieopłacalne i działka pod adresem Chmielna 75 przez wiele lat stała pusta, a Poczta Polska mimo prób nie potrafiła jej satysfakcjonująco sprzedać. Po nieudanych próbach utworzenia kompleksu usługowo-gastronomicznego o nazwie "Implant" i jego usunięciu, we wrześniu 2023 ponad hektar terenu w otoczeniu wysokościowców sprzedano.
W 2013 zburzono ostatni relikt kompleksu budynków Drogi Żelaznej Warszawsko-Wiedeńskiej w Warszawie – parterowy budynek pod nr 73.
W 2011 za 171 mln złotych PKP SA sprzedała słowackiej firmy HB Reavis grunty u zbiegu ulicy Chmielnej z al. Jana Pawła II umożliwiające postawienie na nich wieżowców. W 2015 podano do wiadomości publicznej plany HB Reavis budowy wraz z kompleksem niższych budynków wieżowca o wysokości 310 m (230 m budynek + 80 m iglicy). Drapacz chmur, którego projektantem miał być Norman Foster, miał stać się najwyższym budynkiem w Unii Europejskiej. Nowy najwyższy budynek Warszawy osiągnął docelową wysokość 21 lutego 2021 i został ukończony jako Varso Tower we wrześniu 2022. Dalej w głąb Chmielnej powstały także 81-metrowy budynek z hotelem Nyx oraz 90-metrowy biurowiec Varso – Cambridge Innovation Center.

## Ważniejsze obiekty
- zabytkowe kamienice: nr 1/3 (kamienica Ignacego Gajewskiego), 6 (kamienica Szymona Arendarza), 13 (kamienica Józefa Mierzwińskiego), 18 (kamienica Mikołaja i Petroneli Jaroszyńskich), kamienica Lilpopów (ul. Zgoda 1, pomiędzy numerami 22 a 20) 24 (kamienica Jana Wernera i Marii Lilpop lub Henryka Schloessera), 30 (kamienica Ludwika Maciejewskiego)[23][24]
- „Dom Pod Biustonoszami” (nr 2) na rogu Nowego Światu (arch. Bohdan Lachert i Julian Puterman-Sadłowski, 1947–1949)
- Pracownia obuwia Jan Kielman i Syn (nr 6)
- Siedziba Stronnictwa Demokratycznego (nr 9), w latach 1921–1939 siedziba Związku Zawodowego Maszynistów Kolejowych w Polsce
- Centrum Społeczności Żydowskiej w Warszawie (nr 9A)
- Goethe-Institut (nr 13A)
- Chmielna 25 (nr 25)
- Dom Towarowy Braci Jabłkowskich (ul. Bracka 25)
- Kino „Atlantic“ (nr 33)
- kamień upamiętniający Augusta Agbolę O’Browna (u zbiegu z pasażem Wiecha)[25]
- Biurowiec Varso
- Osiedle Złota
- Komenda Główna Straży Ochrony Kolei (nr 73a)
- Kamienica pracowników PKP, tzw. dom kolejowy (nr 73b)
- Warta Tower (nr 85/87)
- Kamienica Karola Bagieńskiego (nr 122)
- Kamienica Józefa Bakela (nr 126)

## Obiekty nieistniejące
- Centralny Dworzec Pocztowy